# Hepatica oxydata
Hepatica oxydata är en fjärilsart som beskrevs av George Francis Hampson 1898. Hepatica oxydata ingår i släktet Hepatica och familjen nattflyn. Inga underarter finns listade i Catalogue of Life.